# Ümraniye Spor Kulübü
O Ümraniye Spor Kulübü, mais conhecido como Ümraniyespor, é um clube profissional de futebol turco sediado na cidade de Ümraniye, na Turquia, fundado em 1938. Atualmente disputa a Süper Lig.
Suas cores oficiais são o vermelho e o branco. Manda seus jogos oficiais no Estádio Municipal de Ümraniye, estádio com capacidade máxima para 3 513 espectadores.

## História
Fundado em 1938, o clube permaneceu no amadorismo até meados da década de 1980, profissionalizando-se apenas em 1984 quando disputou seu primeiro campeonato profissional: a Quarta Divisão Turca na temporada 1984–85. Ao longo da décadas seguintes, alternou ascensos e descensos entre tal divisão e as Ligas Regionais Amadoras. Foi somente após a conquista das Ligas Regionais Amadoras na temporada 2010–11, o primeiro título de sua história, que o clube passou a disputar campeonatos profissionais de forma regular, integrando-se em definitivo ao sistema de ligas de futebol do país.
Na temporada 2012–13, o clube realizou boa campanha na Quarta Divisão Turca, encerrando a competição na 5ª colocação e classificando-se para os playoffs de acesso para a TFF 2. Lig. Entretanto, após ser goleado na final para o Çanakkale Dardanel por 5–0, acabou eliminado. 
Na temporada seguinte, por sua vez, após vitória em casa contra o Yeşil Bursa por 2–1 em confronto válido pela 30ª rodada da TFF 3. Lig de 2013–14, o clube sagrou-se campeão da Quarta Divisão Turca com 4 rodadas de antecedência e classificou-se de forma inédita para a Terceira Divisão Turca.
Prosseguindo em sua trajetória de ascensão no cenário do futebol turco, após uma boa temporada na Terceira Divisão Turca, o clube ficou perto de obter já na temporada seguinte o acesso à TFF 1. Lig, porém acabou sendo eliminado após perder nas quartas-de-final dos playoffs para o 1461 Trabzon pelo placar agregado de 2–1. 
Todavia, semelhante ao que vivenciou na temporada retrasada, logo na temporada seguinte, após vitória fora de casa contra o Istanbulspor por 3–0 em confronto válido pela 32ª rodada da TFF 2. Lig de 2015–16, o clube sagrou-se campeão da Terceira Divisão Turca com 2 rodadas de antecedência e classificou-se de forma inédita para a Segunda Divisão Turca, divisão profissional que disputa atualmente.

## Títulos
- Ligas Regionais Amadoras da Quinta Divisão (1): 2010–11
- Quarta Divisão Turca (1): 2013–14
- Terceira Divisão Turca (1): 2015–16

### Campanhas de destaque
- Finalista dos Playoffs de acesso da Quarta Divisão Turca (1): 2012–13
- Semifinal da Copa da Turquia (1): 2018–19
- Vice-campeão da Segunda Divisão Turca (1): 2021–22[3]